# Shadi Atoun
Shadi Atoun (ur. 1979) – polski wokalista, członek boysbandu Just 5.

## Życiorys
Urodził się w polsko-palestyńskiej rodzinie. Śpiewał w chórze Poznańskie Słowiki pod dyrekcją Stefana Stuligrosza.
W marcu 1997 wziął udział w castingu organizowanym w celu znalezienia młodych ludzi do nowego zespołu Just 5. Zespół rozpoczął działalność płytą Kolorowe sny, która sprzedała się w nakładzie 400 tysiącach egzemplarzy. Album dwukrotnie zdobył status platynowej płyty. Zespół zdobył popularność wśród młodszej publiczności, czego wyrazem były nagrody przyznane przez młodzieżowe pisma, takie jak „Popcorn” czy „Bravo”. Rok później Just 5 wydał drugą płytę pt. Zaczarowany świat. Sam album sprzedał się w nakładzie 100 tys. egzemplarzy i uzyskał status platynowej płyty. W 1999 roku zespół wydał album Cienie wielkich miast.
Just 5 oficjalnie zakończyło działalność w 2002 roku. Shadi Atoun podjął decyzję o wycofaniu się z show-biznesu. Po rozpadzie zespołu przez pewien czas mieszkał w Londynie. Obecnie mieszka w Poznaniu i jest związany z branżą gastronomiczną, pracując jako menadżer i barman.